# Alfredo Bonaccorsi
Alfredo Bonaccorsi (Barga, 1887 – Firenze, 1971) è stato un musicologo italiano.
Dopo essersi diplomato a Lucca, si recò ad Amburgo dove poté perfezionare i suoi studi.
Critico acuto e fecondo, si occupò principalmente di etnologia musicale (La musica popolare (1943), Il folclore musicale in Toscana) e di musica pucciniana (Giacomo Puccini e i suoi antenati musicali). Insegnante di storia della musica dal 1952, collabora con periodici e quotidiani e dirige inoltre la nuova collezione dei Classici Italiani della Musica. Preziosa la sua collaborazione nella ricerca di manoscritti rossiniani di cui curò la stampa.